# 福音派圣十字堂 (奥格斯堡)
福音派圣十字堂（Evangelische Heilig-Kreuz-Kirche）是德国奥格斯堡的一座新教路德宗教堂，建于16世纪，由原来的小堂扩建。这座教堂在1630年拆除后，于1652年到1653年重建。这是该市第一座新教教堂建筑。已被列入巴伐利亚古迹名录（Bayerische Denkmalliste）。该堂紧邻天主教圣十字堂。

## 历史
1210年，天主教圣十字堂的修道院庭院上，建造了一个墓地小堂，最初称为加大肋纳小堂（Katharinenkapelle）。后来，小堂向教友开放，大堂主要由奥斯定会唱诗班使用。在1445/50年，这里建起了奥特马尔斯小堂（Ottmarskapelle）。1511年，马丁·路德在前往罗马的一次旅行途中，参观了圣十字修道院。 
1525年，在宗教改革期间，市议会将小堂分配给新成立的新教教会作为布道所。在此定期举行新教主日礼拜。1561年，奥斯定会唱诗班放弃了权利，于是新教徒延伸了小堂，更名为圣十字堂（Heilig-Kreuz-Kirche）。1629年，新教徒被逐出教堂，福音派圣十字堂也在1630年被拆除。直到1653年，新教徒都没有自己的教堂。1648年威斯特伐利亚和约签订，新教徒重新获得了他们的教堂的所在地。
当时的牧师托马斯·霍普费尔（Thomas Hopfer），得到丹麦国王弗雷德里克三世和瑞典的克里斯蒂娜女王私人捐赠的5000盾。1652/53年，基斯特勒·约翰·雅各布·克劳斯建造了现在的教堂建筑，于1653年10月24日献堂。这是奥格斯堡的第一座新教教堂。具有引人注目的三层立面和三个门，为典型的福音派布道教堂风格。1805年世俗化之后，该堂曾用作战俘营，法国军队在此关押过大约1200名奥地利战俘。2015年揭幕的一块铭牌，用于纪念这一事件。1814年，福音圣十字堂成为圣亚拿堂的分堂，1840年再次成为一个独立的堂区。
在1944年奥格斯堡轰炸中，该堂幸存下来，毫发无损，这要归功于当时的牧师弗里德里希·韦斯特迈尔和他的执事奥斯卡·伊尔冈。而相邻的天主教圣十字堂则被烧毁。 
从1979年到1981年，教堂进行了维修，这是三个多世纪后的第一次。1992年，安装一台新的管风琴。2003年，庆祝了福音派圣十字堂建堂350周年。

## 建筑
该堂平面为独特的非对称 梯形。山墙状立面高三层，有三个入口。 

## 艺术品
祭坛的壁画由约翰·乔治·伯格米勒创作于1730年左右。讲坛是由伊格纳兹·威廉·维赫斯特于1762年，根据约翰·埃萨亚斯·尼尔森的设计制作的。画作《耶稣的洗礼》由丁托列托绘于1570年，约翰·海因里希·舍恩费尔德在1660年画了《基督的十字架》和《十字架的基督》。约翰·梅尔于1673年画了《基督的复活》，约翰·斯皮伦贝格尔在1674年画了《使徒的五旬节布道》。同年，约瑟夫·沃纳完成了画作《晚餐》，而约翰 · 海斯完成了《基督的鸽子》。约翰·乔治·伯格米勒于1730年完成了画作《信、爱、望》。